# ビワコオオナマズ
ビワコオオナマズ（琵琶湖大鯰、学名：Silurus biwaensis）はナマズ科に所属する淡水魚の一種。ナマズ（マナマズ、ニホンナマズとも、S. asotus）の同属異種で、琵琶湖・淀川水系のみに生息する日本固有種である。日本に住むナマズ科魚類4種の中で最も大きく、在来淡水魚全体としても最大級の大きさに成長する。

## 歴史
明治時代以降、日本でも西洋の近代的手法に基づく魚類の分類が進められたが、琵琶湖のナマズは全て単一種のマナマズ（Silurus asotus）として扱われていた。琵琶湖には複数種の異なるナマズが住んでいるという、古くからの地元漁師の認識が反映されたのは、友田淑郎によってビワコオオナマズとイワトコナマズが新種記載された1961年のことであった。新種記載の経緯については、イワトコナマズの項も参照のこと。
琵琶湖の漁業者は本種を単に「オオナマズ」と呼称していたが、関東の利根川水系でも時に1 mを超えるマナマズが漁獲されたことから、区別のために「ビワコオオナマズ」の標準和名が与えられている。種小名のbiwaensis（ビワエンシス）は「Biwa（ko）（現地名）」とラテン語の「-ensis（起源とする・由来する〈もの〉）」からなる合成語で、「琵琶湖産」を意味する。その大きさから琵琶湖では「琵琶湖のヌシ」と称されることもある。
琵琶湖周辺地域での地方名としては、オオナマズの他に「ハゲナマズ」などがある。
水族館などで飼育・展示されている例もある（滋賀県立琵琶湖博物館など）。 

## 分布
日本の固有種で、琵琶湖とその流出河川にあたる淀川水系（瀬田川・宇治川を含む）にのみ生息する。当初は琵琶湖だけに住んでいるものと考えられており、淀川など下流域での生息が確認されたのは比較的最近である。

## 形態

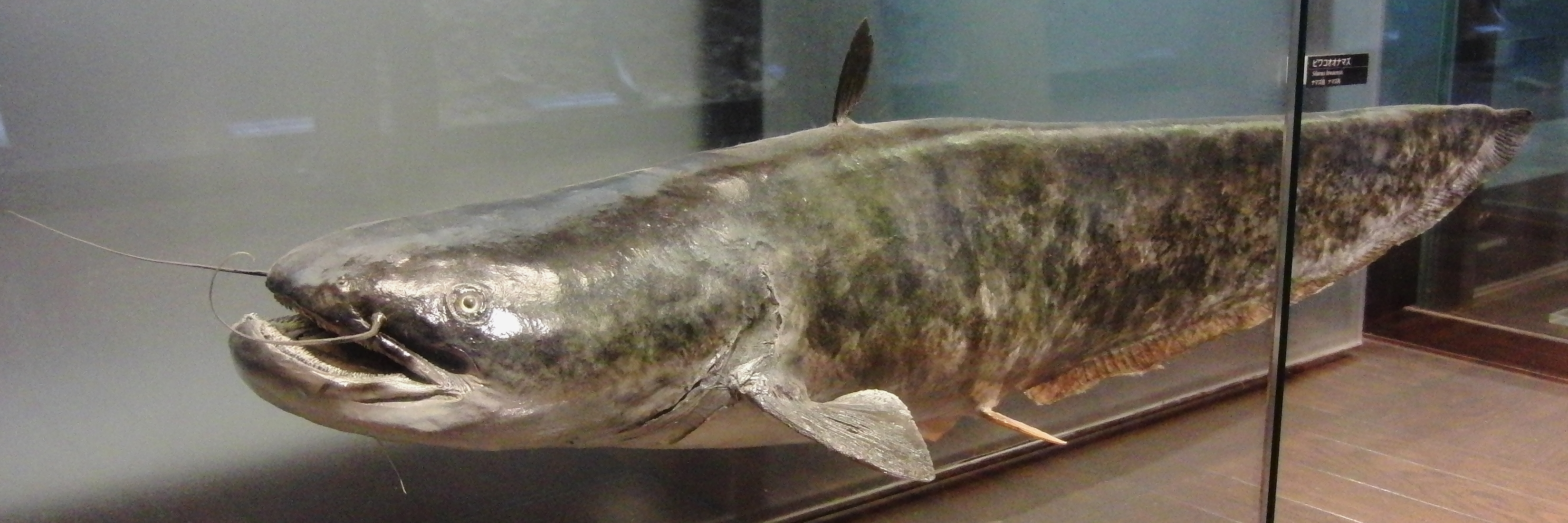
ビワコオオナマズの剥製（国立科学博物館）

日本産ナマズ類として最も大きく成長する種類で、最大で体長120cm、体重20 kgほどになる。体格には雌雄差があり一般に雌の方が大きく、100 cmを超える大型個体はほとんどが雌である。
一般的なナマズ科魚類に共通した形態学的特徴として、平たい頭部と幅の広い大きな口、小さな背鰭と基底の長い臀鰭をもつ。長く発達した口ヒゲは感覚器としての機能を有する。マナマズと同様に稚魚の段階では3対の口ヒゲを持つが、下顎の1対は成長とともに吸収され、成魚では上顎と下顎に1対ずつ計4本となる。上顎のヒゲはマナマズのそれよりも短く、胸鰭まで達することはない。体色は金属光沢を帯びた黒色調で、腹部は一様に白い。
マナマズおよびイワトコナマズと非常によく似た外見をもつが、本種は頭部が長く、つぶれ方が大きいこと、また下顎の突き出し具合がより強いことなどから区別される。尾鰭は二又に分かれ、上葉が下葉よりも長いことも特徴である。
マナマズ、イワトコナマズの2種は骨格上の多くの特徴を共有するのに対し、ビワコオオナマズは頭蓋骨・中篩骨・肩帯などに両種との差異が大きい。

## 生態
琵琶湖における食物連鎖の頂点に立つ生物である。強い夜行性を示すが、日中も活発に活動することが確認された。甲殻類や水生昆虫を中心に捕食するイワトコナマズとは対照的に本種は魚食性が強く、アユ・ビワマス・フナ類をはじめ、外来種であるブルーギルなどを主な餌にしている。また、成魚のブラックバスを捕食できる数少ない在来魚でもある。

### 繁殖
繁殖は6月下旬から8月にかけて、梅雨明けの時期に行われる。この時期、降雨によって岸辺の水位が上昇すると、夜間に多数の個体が礫底の浅場に集まって産卵する。繁殖行動はマナマズやイワトコナマズと同様、雄が雌の体に巻き付くという独特の様式である。雄は腹部を上向きにして、雌の背中に乗り上げるような形で巻きつく。雌雄はそのまま30秒程度動かずにじっとしているが、やがて雌は雄を振りほどくように体を大きく震わせる。そして2匹の体が離れた瞬間に雌は産卵し、雌雄は寄り添いながら2度旋回遊泳して繁殖は終わる。一度目の旋回遊泳はゆっくりであるのに対し、二度目は非常に激しく、大きな水しぶきを上げながら行われる。この旋回遊泳の意義については諸説あるが、卵を分散させて捕食圧を低下させるとともに、孵化後の仔魚の生活範囲を重ならないようにするためと見られている。
マナマズの繁殖行動は雄2匹と雌1匹の組み合わせで行われることもあるのに対し、ビワコオオナマズでは一連の行動は常に1つがいで行われ、雌をめぐって雄同士で争うようなことはない。繁殖期のピークでは湖岸のヨシ場に押し寄せた大群が、大きな水音を響かせながら夜明けまで産卵を続ける。
ビワコオオナマズの産卵を150回以上観察した前畑政善神戸学院大学教授（元滋賀県立琵琶湖文化館内淡水水族館学芸員）によると、産卵は岩場や水草、流れ藻でも行われる。

### 成長
卵はイワトコナマズと似て黄褐色ゼリー状である。イワトコナマズの卵は表面が不整で粘着性を持たないのに対して、本種の卵は厚い粘着性のゼリー層に覆われ、砂礫に付着して発生する。水温22 ℃の条件下で50時間以内に孵化する。仔魚期以降の成長過程についてはほとんど分かっていないが、成長は比較的早く4 - 5年で全長60 - 80 cmに達すると見られる。一般に雌の方が大きく成長し、寿命も長く、大型個体では10年に達する例もある。

## 利用
肉は白身だが独特の臭みをもつため味は劣り、食用とされることはほとんどない。鮒寿司の原料として漁獲されるニゴロブナ用の刺し網にかかることがあるが、通常はそのまま廃棄される。